# محمد ناصر ظهير الدولة
محمد ناصر ظهير الدولة القاجاري (بالفارسية: محمدناصر ظهیرالدوله قاجار) (وفاته: 1877) هو رجل دولة وأمير من السلالة القاجارية وابن ولي عهدها عباس ميرزا. شغل العديد من المناصب الرفيعة في البلاد كما تولى منصب وزير العدلية.